# 팔루다
팔루다(힌디어: फालूदा, 우르두어: فالودہ, 벵골어: ফালুদা, 싱할라어: ෆලුඩා)는 남아시아의 찬 후식이다.

## 역사
페르시아의 팔루데가 16세기에 남아시아로 전해졌다. 이후 무굴 제국 시대에 현재의 팔루다 형태로 발달했다.

## 만들기
긴 유리잔에 각얼음, 장미 시럽, 세바이, 바질 씨, 찬 우유를 차례로 넣고 아이스크림을 얹어 낸다. 오목한 그릇에 세바이를 담고 쿨피를 올린 뒤 견과류와 장미 시럽을 뿌려 내기도 한다. 장미 시럽 대신 사프란, 오렌지, 포도, 파인애플 등의 시럽(또는 샤르바트)을 쓰기도 한다.

## 같이 보기
- 첸돌